# Норільне
Норі́льне (рос. Норильное) — село у складі Юргамиського району Курганської області, Росія.
Населення — 189 осіб (2010, 277 у 2002).